# Traite des êtres humains
Ne doit pas être confondu avec Trafic illicite de personnes.
La traite des êtres humains regroupe plusieurs formes d'exploitation des êtres humains, les plus courantes étant l'exploitation sexuelle, la prostitution forcée, l'esclavage — y compris l'esclavage domestique — et le travail forcé, mais on peut aussi y inclure, entre autres : le trafic d'organes,, la gestation pour autrui,,, le mariage forcé ou la mendicité forcée. Le terme de trafic d'êtres humains peut être utilisé dans la presse, tandis que le terme juridique est « traite des êtres humains ». Une journée mondiale y est associée, le 30 juillet proclamée « Journée mondiale de la lutte contre la traite des êtres humains ».

## Introduction

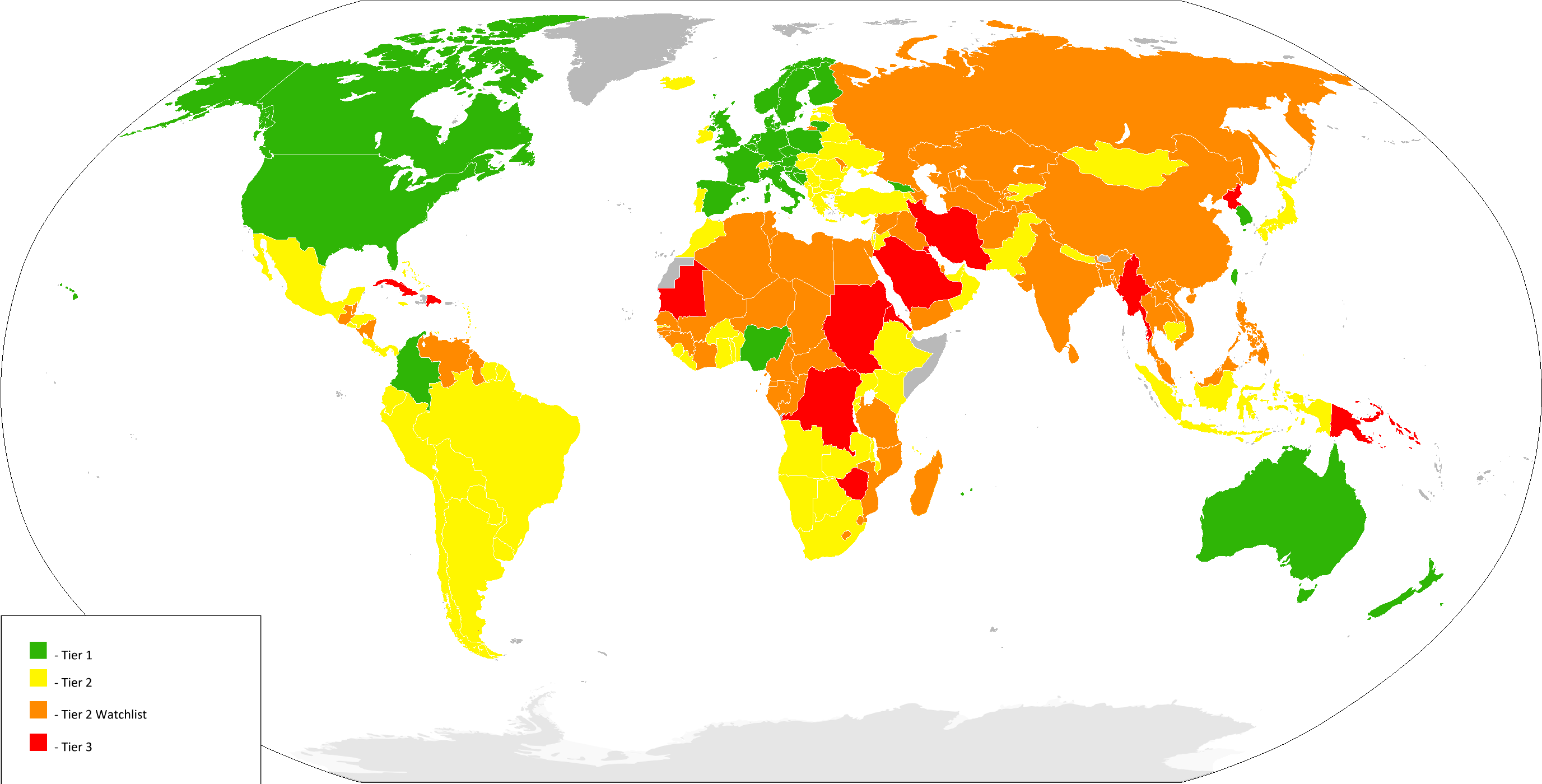
Carte représentant le niveau de répression de la traite des êtres humains des États en 2010.

D'après les statistiques de l'ONU et du Conseil de l'Europe, dans les années 2000-2010, la traite des êtres humains générerait environ 32 milliards de dollars de chiffre d'affaires annuel et constituerait la troisième forme de trafic la plus répandue au monde, après le trafic de drogues et le trafic d'armes. Chaque année, 2,5 millions de personnes, essentiellement des femmes et des enfants, tomberaient sous l'emprise des trafiquants. En 2009, selon l'Office des Nations unies contre la drogue et le crime (UNODC) et l'Organisation internationale du travail (OIT), sur dix personnes victimes, huit sont des femmes ou des filles.
La traite des êtres humains (TEH) est définie par la Convention du Conseil de l'Europe sur la lutte contre la traite des êtres humains comme :

« le recrutement, le transport, le transfert, l’hébergement ou l’accueil de personnes, par la menace de recours ou le recours à la force ou à d’autres formes de contrainte, par enlèvement, fraude, tromperie, abus d’autorité ou d’une situation de vulnérabilité, ou par l’offre ou l’acceptation de paiements ou d’avantages pour obtenir le consentement d’une personne ayant autorité sur une autre aux fins d’exploitation. L’exploitation comprend, au minimum, l’exploitation de la prostitution d’autrui ou d’autres formes d’exploitation sexuelle, le travail ou les services forcés, l’esclavage ou les pratiques analogues à l’esclavage, la servitude ou le prélèvement d’organes. »

— Annexe II de la Convention
Ce texte précise que ce trafic est totalement interdit, même avec le consentement des victimes. Des textes additionnels y ont adjoint le commerce des enfants, dans le cas des trafics d'adoption. La traite des personnes est une forme modernisée d’esclavage qui se manifeste par l'esclavage domestique, l'exploitation sexuelle de la victime, entre autres choses. Cela peut prendre différentes formes comme la prostitution, l'exploitation du travail dans des ateliers clandestins, la mendicité forcée, les trafics d'organes ou le commerce des enfants.
La traite ne peut généralement être dissociée des flux migratoires internationaux, dont elle emprunte parfois les itinéraires. Les victimes sont de tous sexes et âges, avec une majorité de femmes et d'enfants (trafic d'enfants). Globalement, le sens de ce trafic se fait des pays pauvres vers les pays riches. Dans les années 1990 et 2000, les modifications géopolitiques dans le monde ont aussi eu des impacts sur la traite d'êtres humains, par exemple en Europe et pays de l'ex-URSS avec l'ouverture des frontières ou certains conflits, ou bien dans les populations paupérisées de pays en développement qui ont amené des personnes en situation de vulnérabilité à vouloir migrer. Au début du XXIe siècle, l'exploitation sexuelle est la forme la plus courante de traite d'êtres humains dans le monde : l'UNODC l'estime à 79 % du nombre total de personnes victimes de cette traite. Toutefois, il est difficile d'avoir des évaluations — et le nombre annoncé est sûrement sous-évalué — étant donné que c'est un phénomène criminel et que les personnes victimes de la traite craignent de dénoncer ceux qui les exploitent.
Au sein de l'Union européenne (UE) et selon les statistiques publiées par la Commission européenne en 2020, le nombre de victimes avérées et présumées dans l’Union européenne était de 12 514 en 2017 et de 13 754 en 2018 (+9,9 %), soit un taux de 26 victimes par million d'habitant :
- 46 % des victimes étaient destinées à l'exploitation sexuelle, 22 % au travail forcé, 11 % à des activités criminelles, 5 % à la servitude domestique[9] ;
- 58 % étaient des femmes, 39 % des hommes[10] ;
- 32 % étaient des enfants [11] ;
- 41 % étaient des citoyens de l'Union, 27 % étant victime dans leur pays de citoyenneté, contre 57 % de citoyens hors Union[12] ;
- La Roumanie, la Hongrie et la Bulgarie étaient en 2017-2018 les trois pays avec le plus fort taux de victimes ramené à leur population[13] ;
- Le Nigeria, l'Albanie et le Vietnam étaient en 2017-2018 les trois pays avec le plus grand nombre de victimes[14] ;

Il convient de noter que ces chiffres sont très probablement sous-estimés, étant donné que la traite est par nature un phénomène clandestin.
Si le nombre de personnes victimes de traite est en nette augmentation, le nombre de condamnations pour trafic d’êtres humains a baissé de 13 % entre 2008 et 2010 sur le territoire de l'Union, signe que les trafiquants ont de plus en plus tendance à passer entre les mailles du filet.

## Un phénomène transnational et multiforme

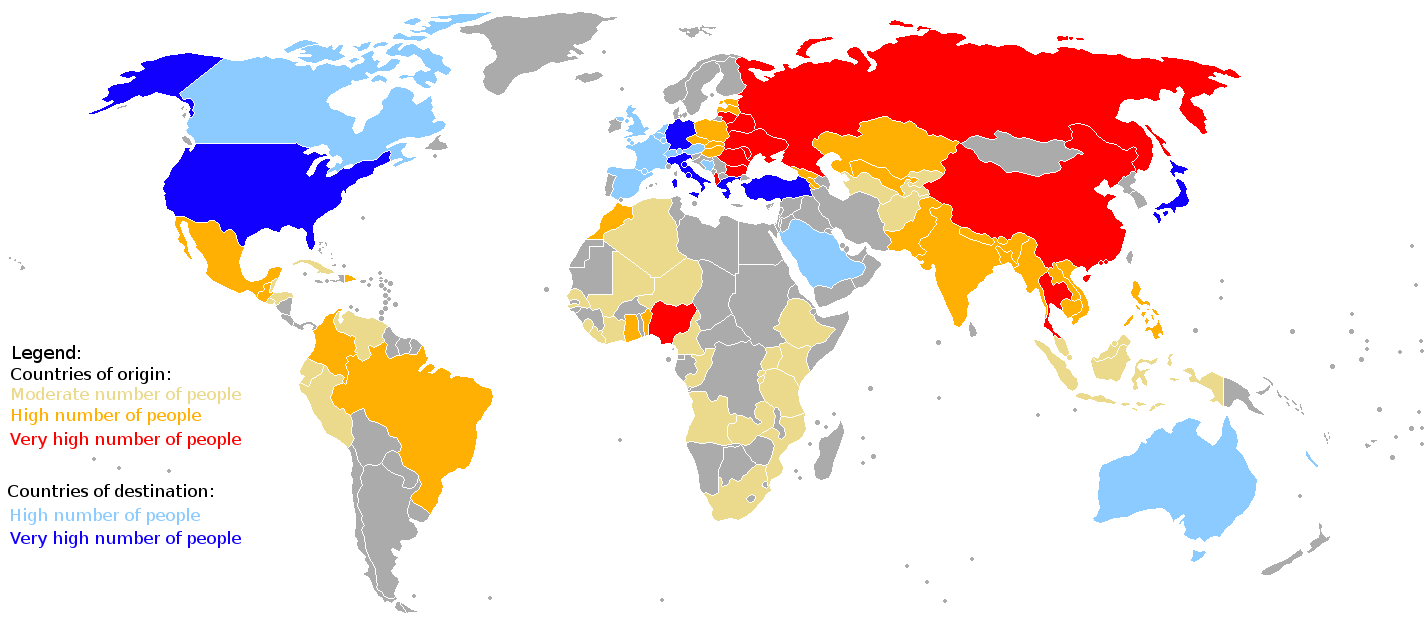
Trafic d'êtres humains des pays d'origines (en jaune : nombre limité ; en rouge : nombre important) et de destinations (en bleu clair : nombre important ; en bleu foncé : nombre très important).

La traite des êtres humains est un phénomène transnational. Aussi la lutte contre la traite doit-elle passer par une coopération à l'échelle internationale. L'ONU s'est ainsi emparée de la question avec la création, au sein du Conseil des droits de l'Homme, du Rapporteur spécial pour la traite des personnes et du Rapporteur spécial pour les formes contemporaines d'esclavage. L'Office des Nations Unies contre la Drogue et le Crime (ONUDC) a lancé l'initiative UN.GIFT (United Nations Global Initiative to Fight Human Trafficking) en 2007, en collaboration avec l'Organisation internationale du travail (OIT), l'Organisation internationale pour les migrations (OIM), le Fonds des Nations unies pour l'enfance (UNICEF), le Haut Commissariat des Nations unies aux droits de l'homme (HCDH) et l'Organisation pour la sécurité et la coopération en Europe (OSCE). Enfin, un groupe de travail de l'ONUDC a élaboré un Plan d'action mondial contre la traite des êtres humains, lequel a été approuvé par l'Assemblée générale des Nations unies en 2010 (résolution AG 64/293 en vue d'une application effective du Protocole de Palerme).
Phénomène transnational par nature, la traite est aussi un phénomène protéiforme - traite aux fins d'exploitation de la prostitution et des autres formes d'exploitation sexuelle, travail forcé, servitude domestique, exploitation de la mendicité, trafic d'organes, etc. - qui s'accompagne souvent de violences physiques ou psychologiques. Pour ne parler que de cas de travail forcé, les victimes de traite dans les fazendas (grandes propriétés agricoles) brésiliennes et les travailleurs asiatiques (Indiens, Pakistanais, etc.) victimes de traite dans le secteur de la construction aux Émirats arabes unis et au Qatar (où le système du parrainage, ou « kafala », les lie à leurs employeurs, et rend tout changement d'entreprises impossible sans l'accord de leur patron) sont autant de victimes de traite des êtres humains.
Divers moyens sont utilisés par les trafiquants afin de mieux contrôler leurs victimes. Ainsi, le système de l'usure (camata) est très pratiqué par les réseaux roumains. Ceux-ci paient le voyage de leurs victimes en leur promettant un avenir meilleur dans un autre pays et, une fois la victime arrivée à destination, ils lui demandent le remboursement du prêt à des taux extrêmement élevés. La victime se retrouve dans une situation où, ayant contracté une dette qu'elle ne peut payer, elle est contrainte d'accepter une situation d'asservissement. Dans les cas de mariages à des fins d'exploitation, les trafiquants peuvent payer une contre-dot à la famille de la victime. Ainsi, si d'aventure la victime s'échappe, les trafiquants peuvent toujours réclamer le remboursement de la contre-dot à la famille de la victime. La peur de l'emprisonnement et de l'expulsion des victimes peut les empêcher de dénoncer les trafiquants, d'autant que ceux-ci confisquent souvent les papiers de victimes étrangères.
Il n'est pas rare que les victimes de traite soient recrutées et/ou exploitées par leur propre famille ou par des proches. Dans ce cas, il est particulièrement difficile pour les victimes de dénoncer leur trafiquant, attendu qu'elles ont le sentiment d'avoir un lien (réel ou supposé) avec celui-ci. D'autre part, toutes les victimes de traite ne sont pas victimes de réseaux criminels. L'infraction de traite peut, par exemple, avoir lieu dans un foyer n'entretenant aucun lien avec la criminalité organisée.

## Définition dans le droit international
Aux fins de l’article 3 du Protocole additionnel à la Convention des Nations Unies contre la criminalité transnationale organisée visant à prévenir, réprimer et punir la traite des personnes, en particulier des femmes et des enfants (dit « Protocole de Palerme »), l'expression « traite des êtres humains » désigne « le recrutement, le transport, le transfert, l’hébergement ou l’accueil de personnes, par la menace de recours ou le recours à la force ou à d’autres formes de contrainte, par enlèvement, fraude, tromperie, abus d’autorité ou d’une situation de vulnérabilité, ou par l’offre ou l’acceptation de paiements ou d’avantages pour obtenir le consentement d’une personne ayant autorité sur une autre aux fins d’exploitation. L’exploitation comprend, au minimum, l’exploitation de la prostitution d’autrui ou d’autres formes d’exploitation sexuelle, le travail ou les services forcés, l’esclavage ou les pratiques analogues à l’esclavage, la servitude ou le prélèvement d’organes ».
Il est précisé que « Le consentement d’une victime de la traite des personnes à l’exploitation envisagée, telle qu'énoncée à l'alinéa a) du présent article, est indifférent lorsque l’un quelconque des moyens énoncés à l'alinéa a) a été utilisé ». Ceci signifie que la traite est une activité interdite, qu'il y ait ou non consentement de la victime.
De plus, « le recrutement, le transport, le transfert, l’hébergement ou l’accueil d’un enfant aux fins d’exploitation sont considérés comme une “traite des personnes” même s’ils ne font appel à aucun des moyens énoncés », le terme « enfant » désignant « toute personne âgée de moins de 18 ans ».
Le Conseil de l'Europe a adopté le 16 mai 2005 la Convention du Conseil de l'Europe sur la lutte contre la traite des êtres humains qui souligne la sensibilisation contre le trafic d'êtres humains autant que contre le travail forcé et l'abus sexuel. Cette convention surnommée « Convention de Varsovie » reprend, en son article 4, la définition donnée par le Protocole de Palerme.
Juridiquement, la traite des êtres humains comporte donc trois éléments : l'action (le recrutement, transport, etc.), le moyen utilisé (l'enlèvement, la tromperie ou dol, le recours à la force ou la menace de recours à la force, etc.) et la finalité de l'exploitation (la prostitution d'autrui ou d'autres formes d'exploitation sexuelle, le travail ou les services forcés, l'esclavage ou les pratiques analogues à l'esclavage, etc.).
Si le Protocole de Palerme se concentre davantage sur la lutte contre les réseaux criminels que sur la protection des victimes, la spécificité de la Convention du Conseil de l'Europe de 2005 est qu'elle porte essentiellement sur la protection des victimes et que son approche est fondée sur les droits de l'homme. Le Groupe d'experts sur la lutte contre la traite des êtres humains (GRETA) et le Comité des Parties sont les deux instances chargées de veiller à l'application de la convention du Conseil de l'Europe de 2005.

## Instruments juridiques internationaux
Plusieurs textes internationaux s'appliquent en matière de traite des êtres humains :
- La Convention relative à l'esclavage (1926) de la Société des Nations.
- La Convention pour la répression de la traite des êtres humains et de l'exploitation de la prostitution d'autrui (1949), des Nations unies.
- La Convention de sauvegarde des droits de l'homme et des libertés fondamentales, ou Convention européenne des droits de l'homme (1950) : l'article 4 de la Convention, intitulé « Interdiction de l’esclavage et du travail forcé » stipule que :

« 1. Nul ne peut être tenu en esclavage ni en servitude. 2. Nul ne peut être astreint à accomplir un travail forcé ou obligatoire ».
C'est sur la base de cet article que la Cour européenne des droits de l'homme (CEDH) a posé le principe de l’obligation des États de protéger les droits humains dans l'Affaire Rantsev c. Chypre et Russie (2012). En l'espèce, la CEDH a conclu au non-respect de l'article 4 par Chypre et la Russie.
- La Convention supplémentaire sur l'abolition de l'esclavage (1956) de l'ONU.
- Plusieurs conventions de l'OIT :
  - C29 de l'OIT : Convention sur le travail forcé, 1930
  - C105 de l'OIT : Convention sur l'abolition du travail forcé, 1957
  - C138 de l'OIT : Convention sur l'âge minimum, 1973
  - C182 de l'OIT : Convention sur les pires formes de travail des enfants, 1999
- La Convention internationale des droits de l'enfant (1989) de l'ONU et son Protocole facultatif concernant la vente d’enfants, la prostitution des enfants et la pornographie mettant en scène des enfants.
- La Convention des Nations Unies contre la criminalité transnationale organisée (2000) et son Protocole visant à prévenir, réprimer et punir la traite des personnes, en particulier des femmes et des enfants (2000), ou Protocole de Palerme.
- La Charte des droits fondamentaux de l'Union européenne (2000), en son article 5, intitulé « Interdiction de l'esclavage et du travail forcé », stipule que :

1. Nul ne peut être tenu en esclavage ni en servitude. 2. Nul ne peut être astreint à accomplir un travail forcé ou obligatoire. 3. La traite des êtres humains est interdite.
- La Convention du Conseil de l'Europe sur la lutte contre la traite des êtres humains (2005).
- La directive 2011/36/UE que les États membres de l'UE étaient tenus de transposer dans leur droit interne au plus tard le 6 avril 2013. Cette directive vise à harmoniser le droit en vigueur au sein de l'UE.

Le Principe 11 des Principes de Jogjakarta insiste également sur la nécessité d'« instaurer des mesures, des services et des programmes judiciaires, éducatifs et sociaux afin d'agir sur les facteurs qui augmentent la vulnérabilité à la traite, au commerce et à toute forme d'exploitation, y compris, mais pas uniquement, l'exploitation sexuelle, en lien avec l'orientation sexuelle ou l'identité de genre, réelle ou perçue, y compris des facteurs tels que l'exclusion sociale, la discrimination, le rejet par la famille ou la communauté culturelle, le manque d'indépendance financière, le fait de ne pas avoir de logis, les comportements sociaux discriminatoires qui entraînent une estime de soi diminuée et le manque de protection contre la discrimination dans l'accès au logement, à l'emploi et aux services sociaux » pour la protection contre les trafics d'êtres humains.

## Les différentes formes de traites

### Traites négrières
Les traites négrières, également appelées traite des Nègres ou traite des Noirs, désignent des commerces d'esclaves dont ont été victimes, par millions, les populations de l'Afrique de l'ouest, Afrique centrale et l'Afrique australe durant plusieurs siècles.
On en distingue trois types :
- la traite orientale : Les négriers sont de diverses origines (Berbères, Persans, Radhanites, Mizrahites, Indiens, Javanais, Malais ou Chinois) mais, c'est surtout la traite arabe qui prédomine à partir de l'Antiquité tardive.
- la traite occidentale, également appelée commerce triangulaire, était un moyen d'échanges entre l'Europe, l'Afrique et les Amériques, pour assurer la distribution d'esclaves noirs aux colonies du Nouveau Monde (continent américain), pour approvisionner l'Europe en produits de ces colonies et pour fournir à l'Afrique des produits européens et américains.
- la traite intra-africaine : C'est la plus ancienne et la plus obscure, car la moins documentée, des trois traites. Elle remonte au moins au XIe siècle[27] et reposait sur l'exploitation de peuples africains par d'autres peuples du continent.

### Traite des esclaves de Barbarie
La Traite des esclaves de Barbarie est un trafic concernant les hommes, femmes et enfants en mer Méditerranée, principalement chrétiens européens blancs.

### Trafic de femmes

Situation législative pour la prévention contre le trafic de femmes dans le monde.
Gris - pas de données
Vert - Trafic illégal et rare
Jaune - Trafic illégal mais des problèmes existent encore
Violet - Trafic illégal mais pratiqué
Bleu - Trafic illégal de façon limité et pratiqué
Rouge - Trafic non illégal et pratiqué.

#### Traite des blanches
La traite des Blanches est un trafic de femmes concernant les femmes d'origine européenne ou autres (femmes « blanches »). Il correspond à un esclavage sexuel.

### Trafic d'organes
Parmi les formes de trafic d'êtres humains figurent aussi le trafic d'organes qui consiste à vendre illégalement des organes, ou tout tissu humain, prélevés sur des personnes vivantes ou décédées.

### Trafic de migrants
Il convient de distinguer la traite des êtres humains et le trafic de migrants.
L’article 3 du Protocole contre le trafic illicite de migrants par terre, air et mer, additionnel à la Convention des Nations unies contre la criminalité transnationale organisée (2000) définit le trafic illicite de migrants comme suit : « L’expression « trafic illicite de migrants » désigne le fait d’assurer, afin d’en tirer, directement ou indirectement, un avantage financier ou un autre avantage matériel, l’entrée illégale dans un État Partie d’une personne qui n’est ni un ressortissant ni un résident permanent de cet État ».
Juridiquement, le trafic illicite de migrants est donc distinct de la traite des êtres humains, même si en pratique ces deux phénomènes sont en partie liés, puisque victimes de traite et migrants illicites empruntent les mêmes itinéraires et que les causes à l'origine de ces deux phénomènes sont souvent les mêmes (exemple : personnes fuyant un pays en guerre).
Les anglophones utilisent deux termes bien distincts pour exprimer l’un ou l’autre : pour le trafic illégal de migrants ils parlent de smuggling et pour la traite des êtres humains ils utilisent le terme trafficking.
Ce qui différencie l’un de l’autre ce sont les finalités des trafiquants. Les premiers (people smugglers = passeurs) s’en tiendront à un contrat consistant à faire passer des frontières jusqu’à la destination finale en échange d’une somme définie à l’avance. Une fois cela fait, autant les passeurs que les migrants ne chercheront pas à se revoir. Il en va tout autrement de la traite des êtres humains. Les organisations criminelles vont créer un lien de dépendance durable chez leurs victimes, même si elles peuvent parfois utiliser les filières d’immigration clandestines. Il y a perte de liberté à l'instar de l'esclavage, qui est une des variantes de la traite. Tous les stratagèmes seront bons pour les exploiter le plus longtemps possible avec un maximum de profits.
La Convention du Conseil de l'Europe sur la lutte contre la traite des êtres humains définit le trafic de clandestins comme « le fait d’assurer, afin d’en tirer, directement ou indirectement, un avantage financier ou un autre avantage matériel, l’entrée illégale dans un État Partie d’une personne qui n’est ni un ressortissant ni un résident permanent de cet État ».
Cela signifie en clair que ces trafiquants-passeurs sont obligatoirement des personnes qui exercent cette activité dans un but purement lucratif.
Cela ne concerne donc pas les personnes qui, bénévolement, pour des raisons idéologiques ou philosophiques font passer des frontières à des gens menacés (exemple des filières d'évasion de la Résistance pendant la Seconde Guerre mondiale). La différence est de taille : les trafiquants-passeurs sont des malfaiteurs au sens international, alors que les passeurs bénévoles seront vus, en fonction des affinités politiques, comme des patriotes ou des philanthropes par certains, et des ennemis, des rebelles, voire des terroristes par d'autres. La nuance introduite par le bénévolat est donc importante.
Les trafiquants-passeurs font preuve, par ailleurs, d'une totale indifférence vis-à-vis de leurs « clients » qu'ils considèrent, traitent et exploitent comme du bétail. Ces derniers en sont totalement dépendants, leurs familles au pays d'origine ayant souvent même dû emprunter des sommes énormes afin de financer leur passage.
Dans la quasi-totalité des cas, la traite s'accompagne de violences diverses, éventuellement de viols, tortures ou d'actes de barbarie.

#### En Libye
En 2016, le photojournaliste Narciso Contreras, revient, grâce au soutien du Prix Carmignac du photojournalisme, avec les premières preuves d’esclavage en Libye,,.
En novembre 2017, des journalistes de la chaîne américaine CNN filment des scènes de vente de migrants comme esclaves en Libye. L'ONU condamne une situation « inhumaine ». La Libye promet une enquête.

## La traite des êtres humains en France
La France est touchée par le phénomène de la traite des êtres humains, non pas en tant que pays d'origine des victimes, mais en tant que pays destinataire et de plus en plus, en tant que pays de transit.
La France a ratifié la Convention des Nations unies pour la répression de la traite des êtres humains et de l'exploitation de la prostitution d'autrui en 1960. En 2003, elle a ratifié la Convention de l'ONU contre la criminalité transnationale organisée et, en 2004, elle a ratifié le protocole de Palerme. La France est également partie à la Convention des Nations unies relatives aux droits de l'enfant et à son Protocole facultatif concernant la vente des enfants, la prostitution d’enfants et la pornographie mettant en scène des enfants. En 2008, elle a ratifié la Convention de Varsovie du Conseil de l'Europe. Elle est également partie à la Convention européenne des droits de l'homme et à diverses conventions de l'OIT.
La loi no 2003-239 a introduit l'infraction de traite dans le droit pénal français. Depuis 2003, les articles 225-4-1 et suivants du code pénal portent sur l'infraction de traite des êtres humains. La définition de la traite des êtres humains par le droit pénal a été modifiée depuis par la loi no 2013-711 du 5 août 2013. Cette loi transpose la directive 2011/36/UE (laquelle a remplacé la décision-cadre 2002/629/JAI) et adapte également le droit français à la Convention de Varsovie.
La mission interministérielle pour la protection des femmes victimes de violences et la lutte contre la traite des êtres humains (MIPROF) dont la création est décidée par le Comité interministériel aux droits des femmes le 30 novembre 2012 et entérinée par le décret no 2013-7 du 3 janvier 2013, a vocation à faire de la lutte contre la traite des êtres humains une politique publique à part entière, en concertation avec la société civile. La MIPROF est placée sous l'autorité du ministère des Droits des femmes.

## La traite des êtres humains en Amérique latine

### Campagne de lutte
Une campagne baptisée Call and Live (Appeler et vivre) a été lancée en 2006. Elle est animée, entre autres, par le chanteur Ricky Martin, ambassadeur de l'Unicef. Elle permet, en appelant une ligne téléphonique spéciale, d'obtenir des informations et de l'aide pour lutter contre le trafic d'êtres humains. Cette campagne fonctionne au Pérou et sera bientôt[Quand ?] lancée au Costa Rica, en Équateur, au Salvador et au Nicaragua. Des projets pourraient aussi concerner le Mexique et les communautés hispaniques dans la région de Washington.

## En Chine
En mars 2023, un homme d'affaires chinois du comté de Sungchu (Ch: Songpan), dans la préfecture autonome tibétaine et Qiang de Ngaba aurait kidnappé des étudiants tibétains, emmenés à la frontière du Myanmar, où ils ont été remis à une organisation criminelle.

### Études sur la traite des êtres humains
- Commission nationale consultative des droits de l'homme - CNCDH (2010), La traite et l'exploitation des êtres humains en France, La Documentation française.
- Fondation Scelles (2012), Rapport mondial sur l'exploitation sexuelle, la prostitution au cœur du crime organisé, Éditions ECONOMICA
- Groupe d'experts sur la lutte contre la traite des êtres humains - GRETA (2013), Rapport concernant la mise en œuvre de la Convention du Conseil de l'Europe sur la lutte contre la traite des êtres humains par la France.
- Peyroux, Olivier (2013), Délinquants et Victimes, la traite des enfants d'Europe de l'Est en France, avant-propos de Robert Badinter, AAPM - Éditions Non lieu.
- Plouffe-Malette, Kristine (2013), Protection des victimes de traite des êtres humains, approches internationales et européennes, préface d'Olivier Delas, Éditions Bruylant.
- Shelley, Louise (2010), Human Trafficking, A Global Perspective, Cambridge University Press
- Celhia de Lavarène,Un visa pour l'enfer, Fayard, 2006
- Clesse, Charles-Eric (2013), La traite des êtres humains. Etude de la loi belge éclairée des lois française, luxembourgeoise et suisse, Bruxelles, Larcier
- Clesse, Charles-Eric et alii (2014) La traite des êtres humains et le travail forcé, Bruxelles, Larcier
- Clesse, Charles-Eric et collaborateurs (2023), La traite des êtres humains en droit belge, français, luxembourgeois et suisse, Bruxelles, Larcier.